# Weitzmühlen
Weitzmühlen ist ein 418 Einwohner zählendes niedersächsisches Dorf im Landkreis Verden. Es gehört zur Gemeinde Kirchlinteln und befindet sich südlich des Kernortes Kirchlinteln.

## Geschichte
Weitzmühlen war lange Zeit Standort eines getreideverarbeitenden Betriebes, der zwischenzeitlich nach Verden (Aller) abgewandert ist.
Am 1. Juli 1972 wurde Weitzmühlen in die Gemeinde Kirchlinteln eingegliedert.

## Politik
Ortsvorsteher ist Fred Martens.